# Anomala meggitti
Anomala meggitti är en skalbaggsart som beskrevs av Ohaus 1935. Anomala meggitti ingår i släktet Anomala och familjen Rutelidae. Inga underarter finns listade i Catalogue of Life.